# Liriomyza groschkei
Liriomyza groschkei är en tvåvingeart som beskrevs av Erich Martin Hering 1956. Liriomyza groschkei ingår i släktet Liriomyza och familjen minerarflugor.
Artens utbredningsområde är Tyskland. Inga underarter finns listade i Catalogue of Life.